# Antoniwka (Stryj)
Antoniwka (ukrainisch Антонівка; russisch Антоновка Antonowka, polnisch Antoniówka) ist ein Dorf in der westukrainischen Oblast Lwiw mit etwa 380 Einwohnern.
Am 12. Juni 2020 wurde das Dorf ein Teil neu gegründeten Stadtgemeinde Schurawno im Rajon Stryj; bis dahin bildete es zusammen mit dem Dorf Masuriwka (Мазурівка) die Landratsgemeinde Ljubscha (Любшанська сільська рада/Ljubscha silska rada) im Rajon Schydatschiw.

## Geschichte
Der Ort wurde im 16. Jahrhundert als Jajkowce erwähnt. Der Name ist patronymisch abgeleitet vom polnischen Namen Jajko/Jejko, womit jajko bedeutet Ei, ukrainisch Яйце. Später wurde er auf Ukrainisch Jajkowze (Яйковцӗ) oder Jajkiwzi (Яйківці) genannt.
Das Dorf gehörte zunächst zur Adelsrepublik Polen-Litauen, Woiwodschaft Ruthenien, Lemberger Land.
Bei der Ersten Teilung Polens kam das Dorf 1772 zum neuen Königreich Galizien und Lodomerien des habsburgischen Kaiserreichs (ab 1804). Im Jahre 1900 hatte die Gemeinde Jajkowce 84 Häuser mit 548 Einwohnern, davon 504 ruthenischsprachige, 44 polnischsprachige, 485 griechisch-katholische, 44 römisch-katholische, 19 Juden.
Nach dem Ende des Polnisch-Ukrainischen Kriegs 1919 kam Jajkowce zu Polen.
Im Jahre 1921 hatte die Gemeinde Jajkowce 104 Häuser mit 587 Einwohnern, davon 445 Ruthenen, 142 Polen, 472 griechisch-katholische, 92 römisch-katholische, 1 anderen Christ, 22 Juden (Religion).
Im Zweiten Weltkrieg gehörte es zuerst zur Sowjetunion und ab 1941 zum Generalgouvernement, ab 1945 wieder zur Sowjetunion, heute zur Ukraine.

## Antoniówka
Die polnische Kolonie Antoniówka wurde im Jahre 1903 auf dem Grund Dorfes Jajkowce gegründet. Der katholische Priester Jan Trzopiński brachte etwa 100 polnische goralischen Familien aus Sidzina neben Zawoja dorthin. Ein ehemaliger Speicher wurde zur römisch-katholischen Kirche umgebaut und war ab 1923 der Pfarrsitz.
Im Jahre 1921 hatte die Gemeinde Antoniówka 103 Häuser mit 607 Einwohnern, davon 601 Polen, 6 Ruthenen, 590 römisch-katholische, 17 griechisch-katholische.
Die meisten Polen verließen den Ort im Jahre 1946.

## Sehenswürdigkeiten
- Ehemalige römisch-katholische Kirche, heute eine Schule.[6]